# Baby Cruising Love/Macaroni
Baby Cruising love is een dubbele-A-kantsingle van de Japanse groep Perfume. Op de andere A-kant staat Macaroni.
De single verscheen op 16 januari 2008 en werd geschreven en gecomponeerd door Yasutaka Nakata.

## Nummers
| Nr. | Titel                                      | Duur |
| --- | ------------------------------------------ | ---- |
| 1.  | Baby Cruising Love                         | 4:42 |
| 2.  | Macaroni                                   | 4:40 |
| 3.  | Baby Cruising Love ~Original Instrumental~ | 4:41 |
| 4.  | Macaroni ~Original Instrumental~           | 4:38 |

## Artiesten en medewerkers
- Ayano Ōmoto (Nochi) - zang
- Yuka Kashino (Kashiyuka) - zang
- Ayaka Nishiwaki (A~chan) - zang
- Yasutaka Nakata - compositie en productie